# Eliseo (nome)
Eliseo  è un nome proprio di persona italiano maschile.

## Varianti
- Maschili: Elisio[4]
  - Ipocoristici: Liseo[3]
- Femminili: Elisea[3][4], Elisia[4]

### Varianti in altre lingue
- Basco: Elixi[5]
- Catalano: Eliseu[5]
- Ebraico: אֱלִישַׁע (ʾElishaʿ, ʼĔlîšāʻ)[1][2][3][6], אֱלִישׁוּעַ (ʾElishuaʿ)[2]
- Francese: Élisée[7]
- Greco biblico: Ἐλισαῖος (Elisaîos)[1][3], Ελισαιε (Elisaie)[1][2][3]
- Inglese: Elisha[2][6]
- Latino: Eliseus[1][2], Elisaeus[2]
- Macedone: Елисие (Elisie)[2]
- Polacco: Elizeusz[8]
- Portoghese: Eliseu[2]
- Rumeno: Elisei[2]
- Russo: Елисей (Elisej)[2]
- Sardo: Eliseu, Lisèi, Liseu[9]
- Spagnolo: Eliseo[2][5]

## Origine e diffusione

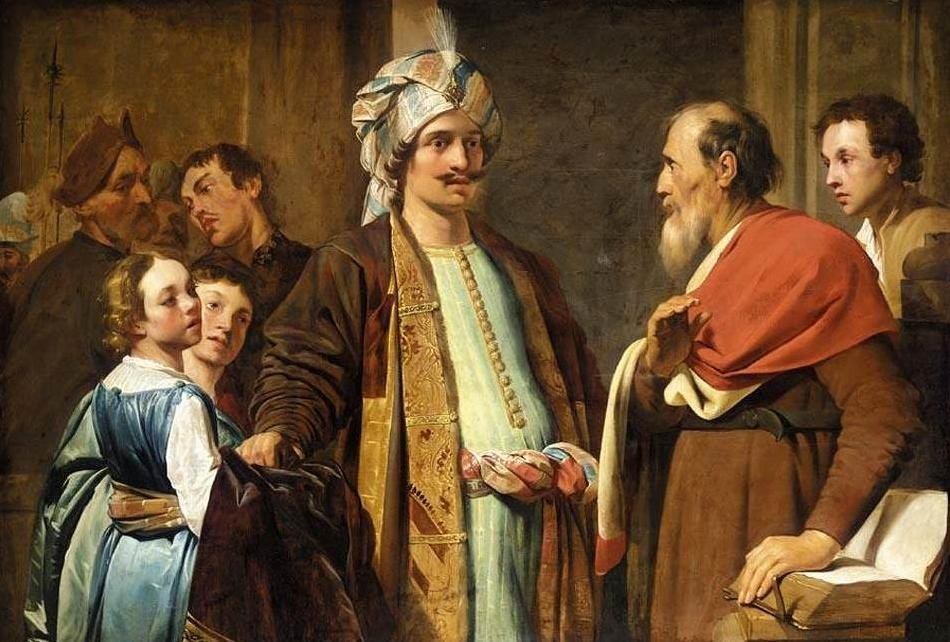
Eliseo rifiuta i doni di Neemia, di Pieter de Grebber

Deriva dal nome ebraico אֱלִישַׁע (ʾElishaʿ) forma contratta di אֱלִישׁוּעַ (ʾElishuaʿ): è un nome teoforico, composto da אֵל (ʾel, "Dio") e יָשַׁע (yashaʿ, "salvezza"), e il suo significato può essere interpretato come "Dio è salvezza", "Dio è salvatore", o anche come "Dio salva/ha salvato".
È un nome biblico, portato nell'Antico Testamento dal Eliseo, profeta e successore di Elia. Dall'ebraico è passato in greco nelle forme Ελισαιε (Elisaie, per la Septuaginta) ed Ἐλισαῖος (Elisaîos, per il Nuovo Testamento) ed è giunto in latino ecclesiastico come Eliseus o Elisaeus. 
In Italia negli anni 1970 si contavano circa ottomila occorrenze del nome più quattrocento della forma femminile, distribuite su tutto il territorio ma con meno frequenza al Sud. Nei paesi anglofoni, dove è diffuso nella forma Elisha, dal XX secolo è usato anche come nome femminile, probabilmente per la sua somiglianza fonetica ad Alicia.

## Onomastico
L'onomastico viene festeggiato il 14 giugno in ricordo di sant'Eliseo, profeta. 
Con questo nome si ricordano anche due beati tra i martiri della guerra civile spagnola: Eliseo Moradillo García (laico, 15 febbraio) ed Eliseo García García (religioso salesiano, 19 novembre).

## Persone
- Eliseo l'Armeno, scrittore armeno

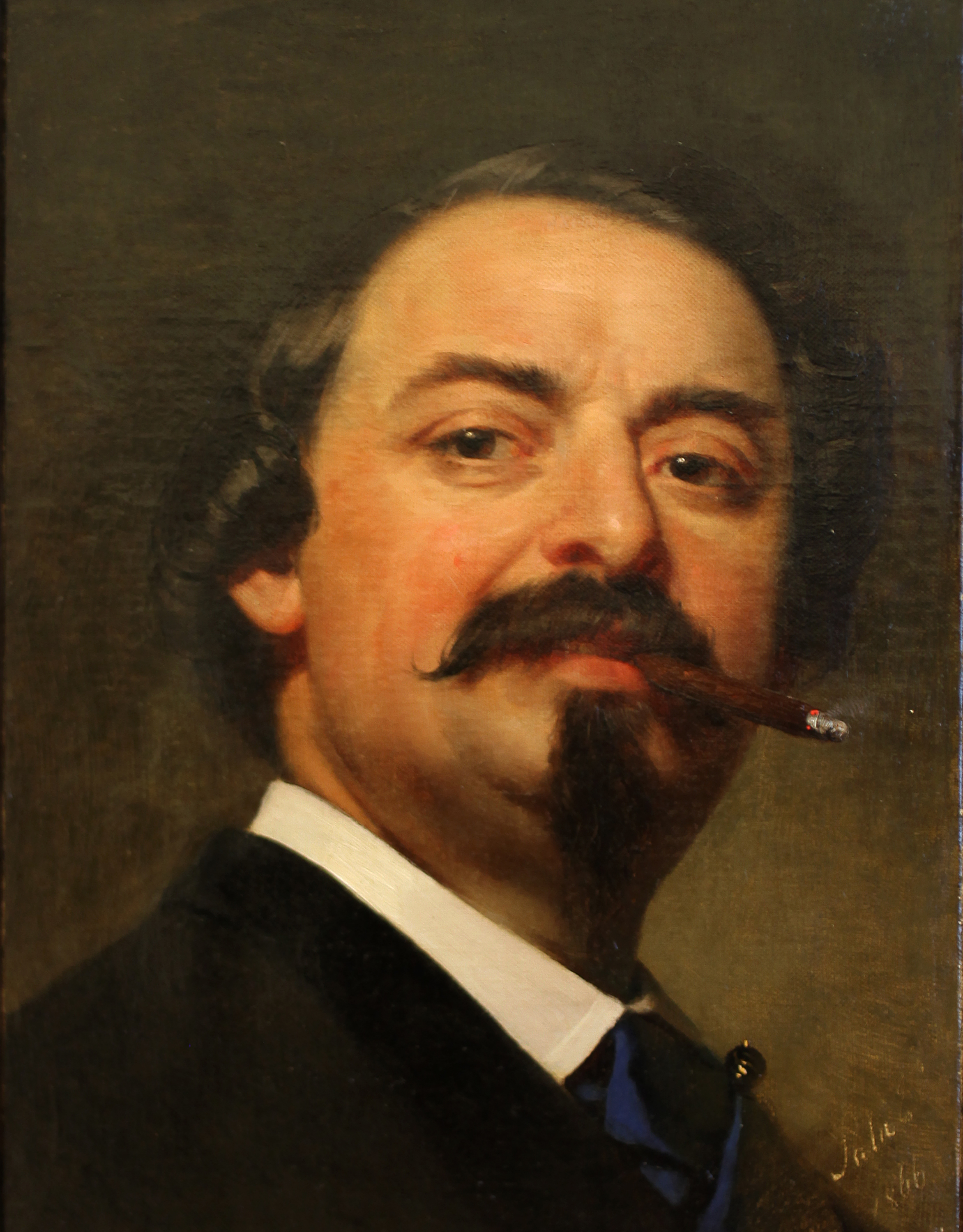
Eliseo Sala

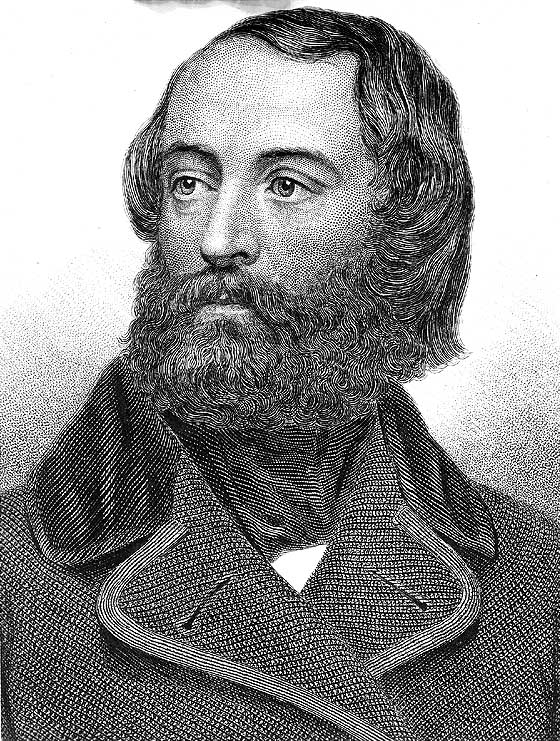
Elisha Kane

- Eliseo Baruffaldi, brigante italiano
- Eliseo Branca, rugbista a 15 e allenatore di rugby argentino
- Eliseo Maria Coroli, vescovo cattolico e missionario italiano
- Eliseo Croci, calciatore italiano
- Eliseo Milani, politico italiano
- Eliseo Mouriño, calciatore argentino
- Eliseo Pajaro, compositore filippino
- Eliseo Pontremoli, rabbino italiano
- Eliseo Sala, pittore italiano
- Eliseo Salazar, pilota automobilistico cileno

### Variante Elisha

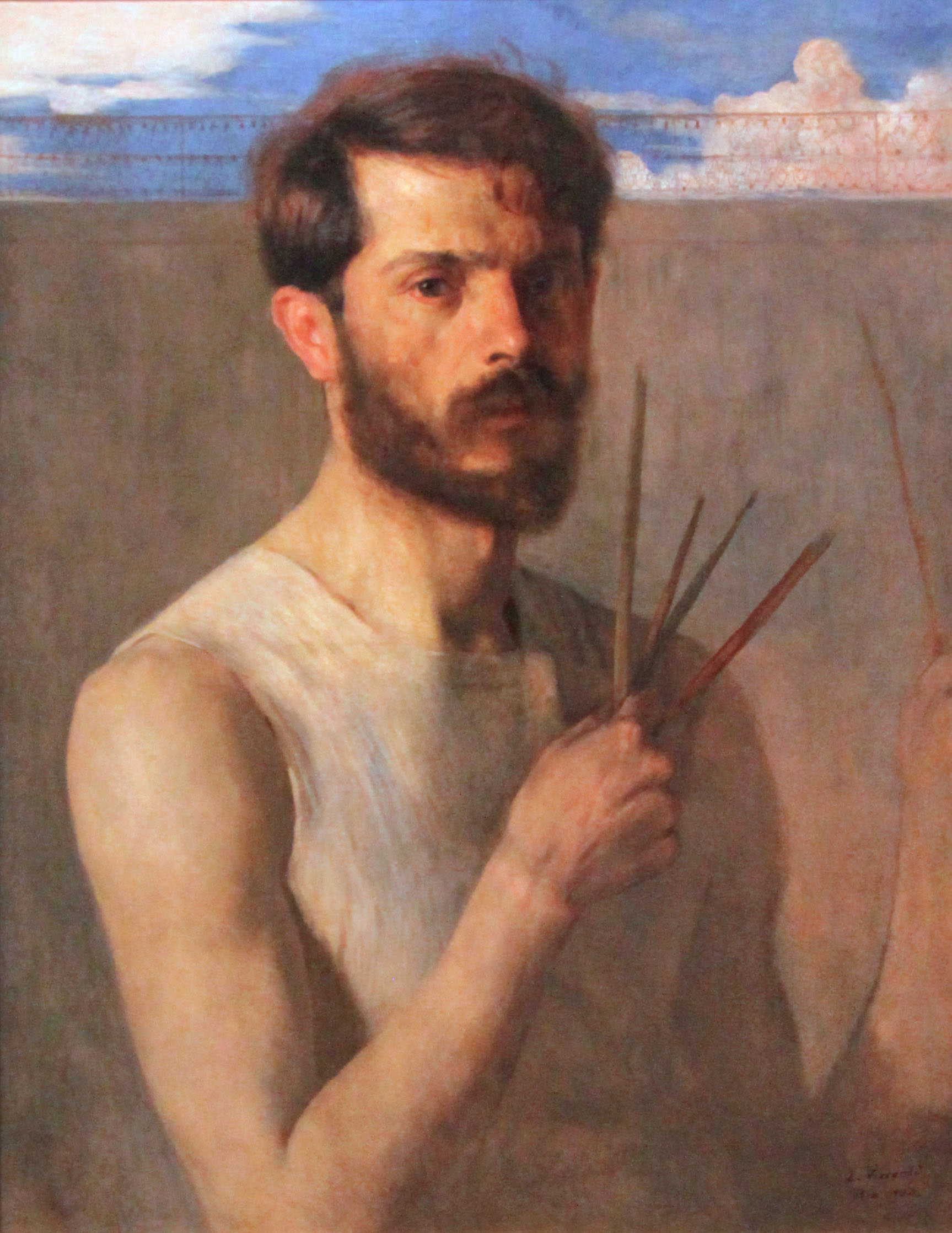
Eliseu Visconti

- Elisha Baxter, politico e giudice statunitense
- Elisha ben Abuyah, rabbino ebreo antico
- Elisha Cook Jr., attore statunitense
- Elisha Foote, giudice, inventore e matematico statunitense
- Elisha Gray, ingegnere statunitense
- Elisha Harris, politico statunitense
- Elisha Kane, esploratore statunitense
- Elisha Otis, inventore e imprenditore statunitense

### Altre varianti
- Elyesa Bazna, agente segreto albanese
- Elisio Calenzio, umanista e poeta italiano
- Elisio Gabardo, calciatore brasiliano naturalizzato italiano
- Eliseu Pereira dos Santos, calciatore portoghese
- Élisée Reclus, geografo e anarchico francese
- Eliseu Visconti, pittore, scultore e designer italiano naturalizzato brasiliano